# Jan Faktor
Œuvres principales
Georgs Sorgen um die Vergangenheit
Jan Faktor, né le 3 novembre 1951 à Prague, est un écrivain et traducteur tchèque germanophone.

## Biographie
La mère de Jan Faktor, Františka Faktorová, ainsi que sa grand-mère sont toutes deux des survivantes de la persécution des Juifs durant l'occupation de la Tchécoslovaquie par les Allemands.
À partir de 1973, Jan Faktor est administrateur système et programmeur dans un centre de données informatiques à Prague. 
En 1978, âgé de 27 ans, il déménage avec son épouse à Berlin-Est en République démocratique allemande, où il travaille comme serrurier et enseignant en école maternelle. 
Très rapidement, il s'engage sur la scène littéraire clandestine. 
En 1989, année de la chute du mur de Berlin, il collabore au bulletin d'information du Nouveau Forum, puis au journal Die Andere (L'autre).

## Œuvres (sélection)
- Georgs Sorgen um die Zukunft, 1988.
- Körpertexte, 1991.
- Fremd im eigenen Land, 2000.
- Minsk 32 - my love: Ein Computer-Aussteiger aus den 70er Jahren packt aus, in: Frankfurter Rundschau, 24 juin 2000.
- Schornstein, roman, Kiepenheuer & Witsch, Cologne, 2006.
- Trottel, Kiepenheuer & Witsch, Cologne, 2022.

Ses œuvres ne sont pas traduites en français.

## Prix
- 2005 : Prix Alfred Döblin, 2005 pour Schornstein
- 2010: Prix Candide
- 2022: Finaliste pour le Prix du livre allemand pour Trottel
- 2022: Prix Wilhelm Raabe pour Trottel